# NGC 7840
NGC 7840 es una galaxia espiral (S) localizada en la dirección de la constelación de Piscis. Posee una declinación de +8°23′5″ y una ascensión recta de 0 horas, 07 minutos y 08,8 segundos. Es el último objeto del Nuevo Catálogo General (NGC). Es la última entrada numérica del catálogo índice.
La galaxia NGC 7840 fue descubierta en 29 de noviembre de 1864 por Albert Marth.